# تات‌لار، کلبجر
تات‌لار (ترکی آذربایجانی: Tatlar) یک منطقهٔ مسکونی در جمهوری آرتساخ است که در استان شاهومیان واقع شده‌است.